# 拉斯特鄉 (多爾日縣)
43°53′N 23°17′E / 43.883°N 23.283°E
拉斯特鄉（羅馬尼亞語：Comuna Rast, Dolj），是羅馬尼亞的鄉份，位於該國西南部，由多爾日縣負責管轄，面積82平方公里，海拔高度34米，

## 人口相关
2007年人口3,600，人口密度每平方公里44人。